# Герхард IV (Гольштейн)
Герхард IV (нем. Gerhard IV. von Holstein-Plön; ок. 1277 — ок. 1323) — граф Гольштейн-Плёна с 1312 года.
Старший сын Герхарда II и Ингеборги Шведской.
По договору от 7 июня 1314 года продал большую часть своих владений младшему брату Иоганну III.

## Семья
Был женат (брачный контракт от 30 июля 1313 года) на Анастасии Шверинской (ок. 1291 — после 1316), дочери Николая I Шверин-Виттенбургского. Дети:
- Герхард V (ок. 1315 — 22 сентября 1350), граф фон Гольштейн-Плён;
- Ингеборга (ок. 1316 — после 1349), жена Конрада I Ольденбургского.

После смерти бездетного Герхарда V (1350) единственным владельцем графства Гольштейн-Плён стал Иоганн III.